# アメリカにいる、きみ
『アメリカにいる、きみ』は、チママンダ・ンゴズィ・アディーチェの短編小説作品集。2007年に河出書房新社より刊行された。

## 収録作品
収録されている作品は以下のとおり（括弧内は原題）。
「アメリカにいる、きみ」（You In America）
2001年に雑誌に掲載され、ケイン賞候補となった作品。
「アメリカ大使館」（The American Embassy）
2002年に発表。オー・ヘンリー賞受賞作品。
「見知らぬ人の深い悲しみ」（The Grief of Strangers）
2004年の作品。
「スカーフ――ひそかな経験」（The Scarf）
2002年に「スカーフ」として発表され、2004年に「ひそかな経験」（A Private Experience）として新バージョンが出ている。
「半分のぼった黄色い太陽」（Half of a Yellow Sun）
2002年発表。2002年、2003年の国際PENデヴィッド・T・K・ウォン短編賞を受賞。
オレンジ賞を受賞した同タイトルの長編小説は、本書の作品のテーマをさらに深めたものである。
「ゴースト」（Ghosts）
2004年の作品。
「新しい夫」（New Husband）
2003年の作品。
「イミテーション」（Imitation）
2003年の作品。
「ここでは女の人がバスを運転する」（Women Here Drive Buses）
2003年の作品。
「ママ・ンクウの神さま」（Recaptured Spirits）
2004年の作品。